# Гейки, Каннинг
Джон Каннингем Гейки (англ. John Cunningham Geikie; 26 октября 1824, Эдинбург — 1 апреля 1906, Борнмут, Дорсет, Англия) – богослов и писатель
 шотландского происхождения, в основном, работавший сначала в Торонто (Канада, затем в Англии.

## Биография
Родился в Шотландии. Сын священника, вместе с семьёй переехал в Канаду, где изучал теологию в Университете Куинс в Кингстоне.
В 1848 году был рукоположен и занялся миссионерской работой в Канаде. С 1851 по 1854 год был пресвитерианским священником в Галифаксе, Новая Шотландия. В 1860 году вернулся в Великобританию и до 1867 года занимал служением в Сандерленде, а с 1867 по 1873 год — в Ислингтонской часовне. В 1876 году стал диаконом англиканской церкви и стал священником в следующем году. Был викарием церкви Святого Петра в Далвиче (1876—1879 гг.), настоятелем церкви Христа в Нейи, Париж (1879-81 гг.), викарием церкви Святой Марии в Барнстейпле (1883-85 гг.) и викарием церкви Святого Мартина во дворце, Норвич . (1885-90). В 1871 году стал почетным доктором наук Королевского колледжа в Кингстоне, Онтарио, а в 1891 году — почетным доктором наук Эдинбургского университета.
В 1890 году из-за болезни переехал в Борнмут, где и умер в 1906 году. Похоронен в Барнстейпле.
Автор популярных книг на библейские и религиозные темы. Чарльз Сперджен назвал его «одним из лучших религиозных писателей того времени». Его главные сочинения касались ортодоксальных направлений скорее исторических и практических, чем богословских тем.
Из его сочинений особенно известны: «Life and Works of Christ» (1876, 30 изд. 1885) и «Hours with the Bible» (1880—1886). Оба эти сочинения имеют целью воспользоваться всеми новейшими научными открытиями в области археологии древнего Востока, чтобы при помощи их пролить свет на Св. Писание.
По своим богословским воззрениям принадлежал к «широкой» церкви и признавал полнейшую свободу исследования во всех направлениях. Написал еще: «The english Reformation» (11 изд., 1885) и «The Holy Land and the Bible» — результат личных впечатлений автора во время его путешествия в Палестину в 1888 г.

## Избранная библиография
- George Stanley, or Life in the Woods, 1864; 2nd edition 1874.
- Entering on Life, 1870.
- Old Testament Portraits, 1878 (dedicated to his deceased daughter, Jeanie); new edition, entitled * Old Testament Characters, 1880; enlarged edition 1884.
- The English Reformation, 1879, a popular history from the ultra-Protestant standpoint which ran through numerous editions.
- The Precious Promises, or Light from Beyond, 1882.
- Geikie, C. (1887). The Holy Land and the Bible. Vol. 2. London: Cassell.
- Landmarks of Old Testament History, 1894.
- The Vicar and his Friends, 1901.